# Ivo Skřenek
Ivo Skřenek (nar. 1. května 1961, Přerov) je český podnikatel a sportovec. Jím založená skupina Energy financial group (EFG) je českým lídrem ve zpracování biologicky rozložitelného odpadu na elektrickou energii, teplo a biometan (BioCNG). Angažuje se v oblasti udržitelnosti a ESG principů.

## Podnikání
Před rokem 1989 Ivo Skřenek pracoval jako zámečník a údržbář v Ústředním loutkovém divadle (divadlo Minor). Na začátku 90. let založil zámečnickou dílnu, která zpracovala například všechny kovové prvky v pražském paláci Černá růže. V průběhu dalších let Ivo Skřenek podnikal také v realitním developementu, projektových pracích a inženýringu.
Od roku 2008 se Ivo Skřenek začal zabývat obnovitelnými zdroji energie. Byl průkopníkem solární energie. Roku 2016 založil Energy financial group a.s., která se zabývá získáváním elektrické energie, tepla a plynu z obnovitelných zdrojů. EFG postavila bioplynovou stanici EFG Rapotín BPS, ve které je možné gastroodpad přetvořit na hnojivo, tepelnou energii, ekologickou elektřinu a zároveň ze vzniklého bioplynu vyrobit biometan. Skupina Energy financial group má k dnešnímu dni několik společností včetně druhé odpadářské stanice EFG Vyškov BPS, dodavatele zelené energie EFG Green energy a projekt „Třídím gastro“.

## Sport
Ivo Skřenek je juniorským mistrem ČSSR v rychlostní kanoistice, pádloval pod trenérským vedením olympijského vítěze Bohumila Kudrny. Skřenek založil Festival Dračích lodí ve Znojmě.